# Renzo Prieto
Pour les articles homonymes, voir Prieto.
Renzo Prieto est un homme politique vénézuélien.

## Biographie
Il est arrêté en 2014. Il est maintenu en détention provisoire sans jamais être condamné, puis est élu député lors des élections législatives vénézuéliennes de 2015. Il observe une grève de la faim en décembre 2016. Il est libéré en juin 2018 et de nouveau arrêté en mars 2020.